# Anania powysae
Anania powysae is een vlinder van de familie van de grasmotten (Crambidae). De wetenschappelijke naam van deze soort is voor het eerst voorgesteld als Algedonia powysae door Koen Maes in een publicatie uit 2005.
De soort komt voor in Kameroen, Kenia en Tanzania.